# Csákány
Csákány es un pueblo ubicado en el distrito de Marcali, en el condado de Somogy, Hungría.

## Superficie
Posee una superficie de 16,09 kilómetros cuadrados.

## Demografía
Hasta 2019 la población era de 243 habitantes, con una densidad de población de 15,10 habitantes por kilómetro cuadrado.